# Laos en los Juegos Olímpicos de Londres 2012
Laos estuvo representado en los Juegos Olímpicos de Londres 2012 por un total de 3 deportistas, 2 hombres y una mujer, que compitieron en 2 deportes. El responsable del equipo olímpico es el Comité Olímpico Nacional de Laos.
El portador de la bandera en la ceremonia de apertura fue el atleta Kilakone Siphonexay. El equipo olímpico laosiano no obtuvo ninguna medalla en estos Juegos.

## Atletas
La siguiente tabla muestra el número de atletas en cada disciplina:
| Deporte   | Hombres | Mujeres | Total |
| --------- | ------- | ------- | ----- |
| Atletismo | 1       | 1       | 2     |
| Natación  | 1       | 0       | 1     |
| Total     | 2       | 1       | 3     |

## Atletismo
Masculino
| Atleta              | Evento | Series    | Series   | Semifinal | Semifinal | Final     | Final     |
| Atleta              | Evento | Resultado | Posición | Resultado | Posición  | Resultado | Posición  |
| ------------------- | ------ | --------- | -------- | --------- | --------- | --------- | --------- |
| Kilakone Siphonexay | 100 m  | 11.30     | 6        | No avanzó | No avanzó | No avanzó | No avanzó |

Femenino
| Atleta              | Evento | Series    | Series   | Semifinal | Semifinal | Final     | Final     |
| Atleta              | Evento | Resultado | Posición | Resultado | Posición  | Resultado | Posición  |
| ------------------- | ------ | --------- | -------- | --------- | --------- | --------- | --------- |
| Laenly Phoutthavong | 100 m  | 13.15     | 6        | No avanzó | No avanzó | No avanzó | No avanzó |

## Natación
Laos clasificó un nadador por invitación de la FINA.
Masculino
| Atleta             | Evento     | Series | Series   | Semifinal | Semifinal | Final     | Final     |
| Atleta             | Evento     | Tiempo | Posición | Tiempo    | Posición  | Tiempo    | Posición  |
| ------------------ | ---------- | ------ | -------- | --------- | --------- | --------- | --------- |
| Phathana Inthavong | 50 m libre | 28.17  | 56       | No avanzó | No avanzó | No avanzó | No avanzó |